# Georges-Albert-Julien Catroux
Georges-Albert-Julien Catroux, francoski general, * 1877, † 1969.

## Življenjepis
- 1939 - vrhovni guverner Indokine
- 1940 - pridružil se Svobodni Franciji
- 1941 - 1942 - visoki komisar za Bližnji vzhod
- 1943 - 1944 - vrhovni guverner Alžirije